# One Exciting Night
One Exciting Night é um filme mudo de literatura gótica norte-americano em longa-metragem, dirigido por D. W. Griffith em 1922.
O enredo gira em torno do assassinato de um contrabandista e as tentativas do elenco para descobrir o verdadeiro assassino. O filme, inspirado na peça The Bat (1920) de Mary Roberts Rinehart e Avery Hopwood, levou à produção de filmes semelhantes como The Ghost Breaker (1922) filmado por C. B. DeMille em 1914, The Bat (1926) baseado na peça, Midnight Faces (1926), The Cat and the Canary (1927), The Old Dark House (1932) e até mesmo o lendário London After Midnight (1927) com Lon Chaney.
Na época do filme, Henry Hull estava estrelando na Broadway na versão teatral de The Cat and the Canary de Mary Roberts Rinehart.

## Elenco
- Carol Dempster ... Agnes Harrington
- Henry Hull ... John Fairfax
- Morgan Wallace ... J. Wilson Rockmaine
- Margaret Dale ... Mrs. Harrington
- Charles Emmett Mack .. Um convidado
- Charles Croker-King ... O vizinho
- Porter Strong ... Romeo Washington
- Frank Sheridan ... Detective
- Frank Wunderlee ... Samuel Jones
- Grace Griswold ... Auntie Fairfax
- Irma Harrison ... A empregada
- Herbert Sutch ... Clary Johnson
- Percy Carr ... O mordomo